# نفخة البعث
نفخة البعث وهي النفخة الثالثة من نفخات الصور الثلاث لملك إسرافيل الموكل بالنفخ في الصور ويكون بها البعث والنشور. قال تعالى: ﴿ثُمَّ نُفِخَ فِيهِ أُخْرَى فَإِذَا هُم قِيَامٌ يَنظُرُونَ﴾، وقال: ﴿فَإِنَّمَا هِيَ زَجْرَةٌ وَاحِدَةٌ فَإِذَا هُم بِالسَّاهِرَةِ﴾، وقال: ﴿وَنُفِخَ فِي الصُّورِ فَإِذَا هُم مِّنَ الْأَجْدَاثِ إِلَى رَبِّهِمْ يَنسِلُونَ﴾. وفي حديث الصور قال بعد نفخة الصعق «ثم يزجر الله الخلق زجرة واحدة فإذا هم في مثل ما كانوا فيه من الأولى من كان في بطنها ومن كان على ظهرها كان على ظهرها ثم ينزل الله ماء من تحت العرش ثم يأمر الله السماء أن تمطر فتمطر أربعين يوماً حتى يكون الماء فوقهم اثنا عشر ذراعاً ثم يأمر الله الأجسام أن تنبت كنبات الطراثيث أو كنبات البقل حتى إذا تكاملت أجسادهم فكانت كما كانت قال الله: ليحي حملة عرشي فيحيون ويأمر الله إسرافيل فيأخذ الصور فيضعه على فيه ثم يقول: ليحي جبريل وميكائيل فيحييان. ثم يدعو الله الأرواح فيؤتى بها تتوهج أرواح المسلمين نوراً والأخرى ظلمة فيقبضها جميعاً ثم يلقيها في الصور ثم يأمر الله إسرافيل أن ينفخ نفخة البعث فتخرج الأرواح كأنها النحل قد ملأت ما بين السماء والأرض فيقول الله: وعزتي وجلالي ليرجعن كل روح إلى جسده فتدخل الأرواح في الأرض إلى الأجساد فتدخل في الخياشيم ثم تمشي في الأجساد مشي السم في اللديغ ثم تنشق الأرض عنكم إلى أن قال صلى الله عليه وسلم: وأنا أول من تنشق الأرض عنه فتخرجون منها سراعاً إلى ربكم تنسلون ﴿مُّهْطِعِينَ إِلَى الدَّاعِ يَقُولُ الْكَافِرُونَ هَذَا يَوْمٌ عَسِرٌ﴾».

## أول الخلق حياة بعد الصعقة
عن أبي هريرة رضي الله عنه قال: قال رسول الله صلى الله عليه وسلم: «أنا سيد ولد آدم يوم القيامة وأول من ينشق عنه القبر وأول شافع وأول مشفع». وعن عبد الله بن سلام رضي الله عنه قال: قال رسول الله صلى الله عليه وسلم: «أنا سيد ولد آدم وأول من تنشق عنه الأرض وأنا أول شافع ومشفع بيدي لواء الحمد تحتي آدم فمن دونه». وعن أبي هريرة رضي الله عنه قال: قال رسول الله صلى الله عليه وسلم: «ينفخ في الصور فيصعق من في السموات ومن في الأرض إلا من شاء الله ثم ينفخ فيه أخرى فأكون أول من بعث فإذا موسى آخذ بالعرش فلا أدري أفاق قبلي أم حوسب بصعقته يوم الطور أو بعث قبلي». قال ابن كثير: وهو في الصحيح قريب من هذا السياق.